# Армяно-узбекистанские отношения

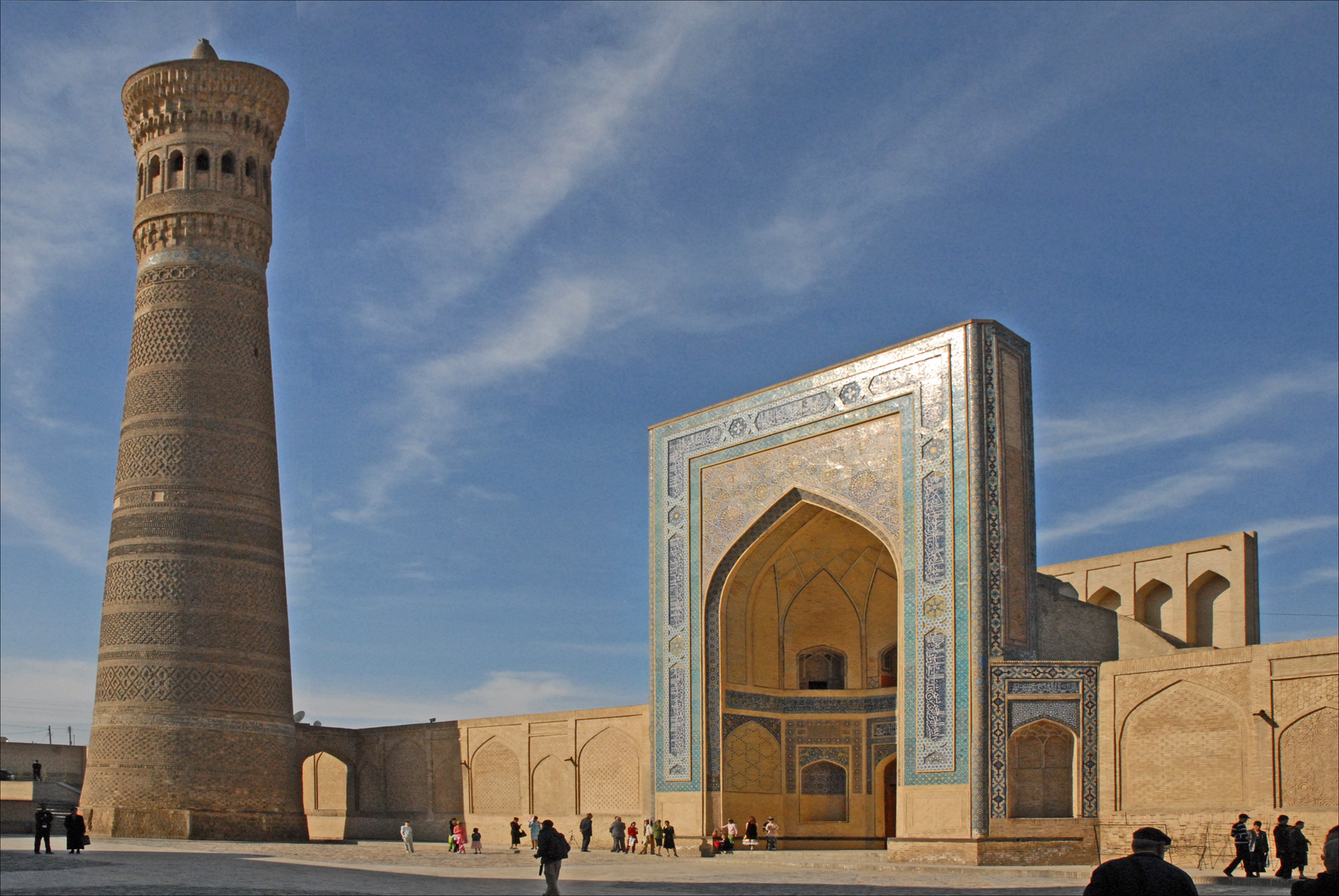
Бухара — один из религиозных центров Узбекистана

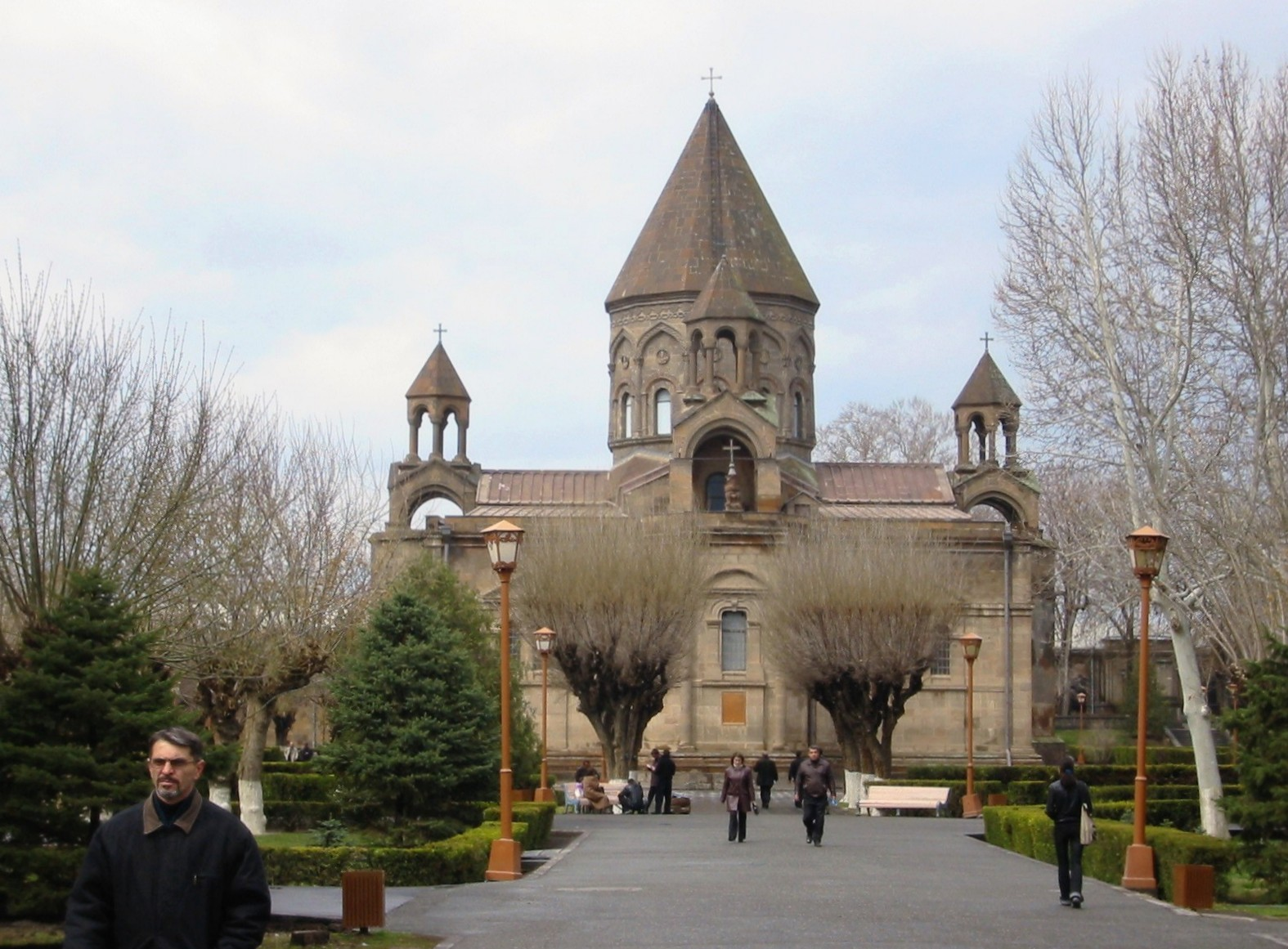
Вагаршапат — один из религиозных центров Армении

Армя́но-узбекиста́нские отношения — двусторонние дипломатические отношения между двумя государствами-членами ООН — Республикой Армения и Республикой Узбекистан. Обе страны признают друг друга как независимые государства и как полноправные члены мирового сообщества. Дипломатические отношения между странами были установлены 27 октября 1995 года (совместный протокол в Москве)  — через пять лет после распада СССР. Оба государства являются бывшими союзными республиками в составе СССР, от которого получили фактическую и официальную независимость во второй половине 1991 года. Обе страны являются членами СНГ, а также других международных организаций.
Стороны по состоянию на июнь 2019 года не имеют своих посольств или других представительств непосредственно на территориях друг друга. Армения входит в консульский округ посольства Республики Узбекистан в Москве (Россия). 
Между двумя государствами с момента распада СССР существует безвизовый режим. Граждане Узбекистана могут находиться на территории Армении без визы в течение 180 дней, а граждане Армении имеют право находиться на территории Узбекистана без визы в течение 90 дней. По итогам 2018 года, Узбекистан посетили 1529 граждан Армении.
|                                      | Узбекистан                                           | Армения                                              |
| ------------------------------------ | ---------------------------------------------------- | ---------------------------------------------------- |
| Население (2024), чел                | 37 535 605                                           | 3 076 200                                            |
| Территория, км²                      | 448 800                                              | 29 743                                               |
| Плотность населения (2024), чел./км² | 83,6                                                 | 103,4                                                |
| Столица                              | Ташкент                                              | Ереван                                               |
| Крупнейшие города                    | Ташкент, Самарканд, Наманган, Бухара, Фергана        | Ереван, Гюмри, Ванадзор, Вагаршапат, Абовян          |
| Форма правления                      | Многопартийная президентская республика              | Многопартийная парламентская республика              |
| Государственный язык                 | узбекский                                            | армянский                                            |
| Основная религия                     | ислам (суннизм)                                      | христианство (армянская апостольская церковь)        |
| ВВП (ППС) (2023)                     | 395,989 млрд долларов США (7359 $ на душу населения) | 63,833 млрд долларов США (20445 $ на душу населения) |
| ВВП (номинал) (2023)                 | 101,591 млрд долларов США (2496 $ на душу населения) | 24,085 млрд долларов США (8715 $ на душу населения)  |
| Валюта                               | сум                                                  | драм                                                 |
| ИЧР (2023)                           | 0,740                                                | 0,811                                                |

В эпоху СССР экономики двух республик, как и экономики остальных союзных республик, имели тесные связи. Республики также имели тесные культурно-гуманитарные отношения. В ту эпоху между Ташкентом и Ереваном существовало регулярное авиасообщение. Несколько десятков тысяч этнических армян (в основном из Армянской ССР) в советские годы переехали или были направлены в Узбекскую ССР для работы в различных сферах экономики республики. По состоянию на 2009 год, в Узбекистане проживают примерно 70 тысяч этнических армян. Таким образом, в Узбекистане существует довольно большая армянская диаспора. Узбекистанские армяне в основном проживают в Ташкенте, Самарканде и Бухаре, а также в других крупных городах Узбекистана. В Ташкенте функционирует армянская Церковь Святого Филиппа, а в Самарканде армянская Церковь Святой Богородицы. Так как Армения является преимущественно моно-национальным государством, в стране практически отсутствует узбекская диаспора.  
Государственных или официальных визитов президентов или премьер-министров двух стран друг к другу никогда не происходили. Официальные лица двух стран, президенты, премьер-министры и министры посещали страны в основном в рамках различных саммитов. По состоянию на февраль 2015 года, между Узбекистаном и Арменией подписаны пять соглашений и два протокола. По итогам 2014 года, товарооборот между Узбекистаном и Арменией составил 3,6 миллионов долларов США, а по итогам 2016 года, товарооборот между странами составил 3,1 миллиона долларов США. Армения является для Узбекистана третьей страной Закавказья (после Грузии и Азербайджана) по объему товарооборота. 

## Узбекистан и Нагорный Карабах
Узбекистан признаёт Нагорный Карабах неотъемлемой частью Азербайджана. В сентябре 2010 года тогдашний президент Узбекистана Ислам Каримов, во время визита президента Азербайджана Ильхама Алиева в Ташкент заявил, что «Хотел бы, пользуясь этой возможностью, в присутствии журналистов ещё раз сказать о том, что позиция Узбекистана по Нагорному Карабаху не меняется, она неизменна, она постоянна. И суть её заключается в том, чтобы решить проблему Нагорного Карабаха мирным, политическим путем. Но один принцип должен свято соблюдаться — принцип неделимости границ, суверенитета и территориальной целостности Азербайджана».

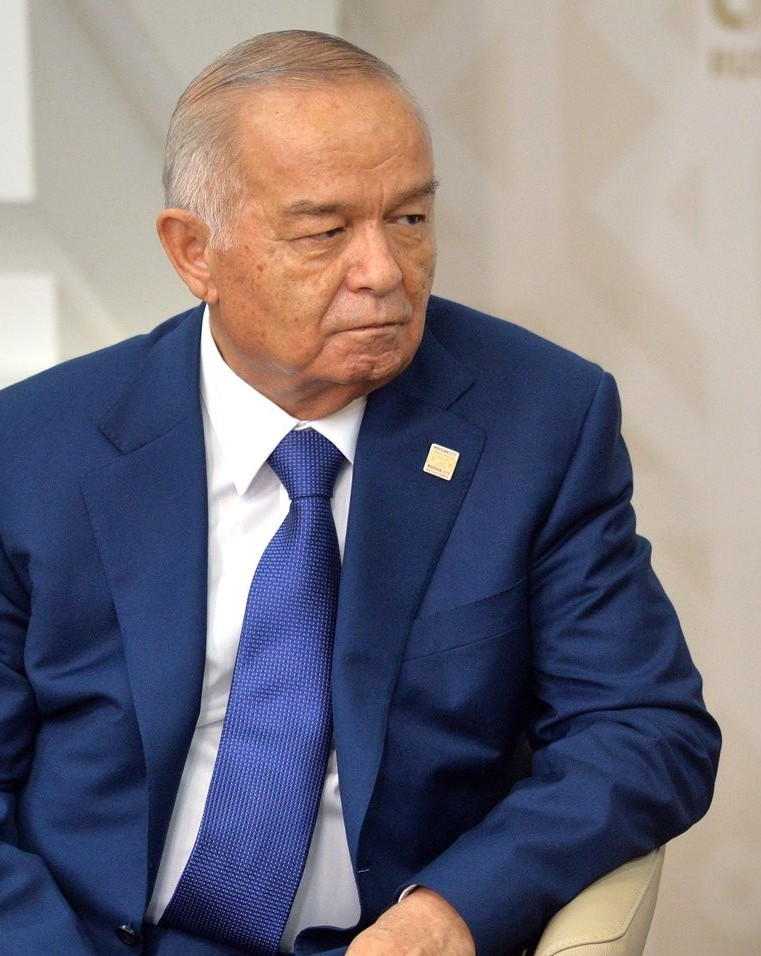
Бывший президент Узбекистана — Ислам Каримов

1 февраля 2013 года армянские хакеры взломали официальный сайт посольства Республики Узбекистан в Баку, и разместили на этом сайте заявление о том, что Узбекистан признал независимость НКР. Через некоторое время сайт стал недоступен и вскоре заработал в обычном режиме. В посольстве Узбекистана сообщили, что Узбекистан признает территориальную целостность Азербайджана, и «позиция Ташкента относительно Нагорного Карабаха остается неизменной». В августе 2015 года узбекистанский дипломат в Баку заявил, что позиция Узбекистана в этом вопросе остается неизменной: «решение вопроса возможно в рамках сохранения территориальной ценности Азербайджана», а также «решение конфликта должно происходить путём политического диалога». В июне 2018 года посол Азербайджана в Узбекистане рассказал, что «в период руководства первого президента Узбекистана Ислама Каримова, республика отказывалась от установления дипломатических отношений с Арменией до окончательного урегулирования карабахского конфликта, и всегда последовательно поддерживала справедливую позицию Азербайджана на международной арене». Азербайджанский посол также заявил, что «на сегодняшний день президент Узбекистана Шавкат Мирзиёев также неоднократно подчеркивал, что позиция официального Ташкента по вопросу нагорно-карабахского конфликта неизменна: Узбекистан видит урегулирование армяно-азербайджанского нагорно-карабахского конфликта в безоговорочном выполнении резолюций Совета Безопасности ООН». Послом было добавлено, что «международное сообщество, не особо утруждает себя в разрешении армяно-азербайджанского нагорно-карабахского конфликта, в то время как следовало бы всего лишь взять пример с позиции Узбекистана».